# حاييم كوهين ميغوري
حاييم كوهين ميغوري (بالعبرية: חיים כהן - מגורי) (مواليد 1 أبريل 1913 - وفيات 10 يونيو 2000) سياسي إسرائيلي شغل منصب عضو في الكنيست عن حزب حيروت وغاهال.

## السيرة
ولد في اليمن ثم هاجر كوهين ميغوري إلى فلسطين في عام 1921. في عام 1927 انضم إلى حركة بيتار الصهيونية التصحيحية وفي عام 1935 انضم إلى الإرجون.
في عام 1948 التحق بمناحيم بيغن المسمى حركة حيروت وأصبح عضوا في لجنته ومديريته المركزية. انتخب للكنيست على قائمة حيروت في عام 1949. على الرغم من أنه خسر مقعده في انتخابات عام 1951 عاد إلى الكنيست في 6 يوليو 1953 كبديل لأرييه بن اليعيزر. أعيد انتخابه في عام 1955، 1959، 1961 و 1965 حيث أن حزب حيروت في ذلك الوقت كان متحالفا مع الحزب الليبرالي تحت اسم غاهال. خسر مقعده في انتخابات عام 1969.
بالإضافة إلى كونه عضوا في الكنيست خدم كوهين ميغوري مجلس مدينة نتانيا والمجلس الديني. توفي في عام 2000 عن عمر يناهز السابعة والثمانين.